# Puffinus assimilis
La berta minore fosca (Puffinus assimilis Gould, 1838) è un uccello marino della famiglia Procellariidae.

## Descrizione
Lunghezza 28 cm. Si distingue dalla berta minore (Puffinus puffinus), oltre che per le dimensioni inferiori, anche per il bianco della parte inferiore delle copritrici della coda, e i piedi scuri. È scura sulla parte superiore e le parti inferiori sono bianche.

## Biologia
Vive in stormi che stanno di solito posati sull'acqua. Vola basso sul pelo dell'acqua, possiede un volo lento. Si tuffa occasionalmente e nuota sott'acqua però preferisce ricercare il cibo sulla superficie.

### Voce
Una serie di suoni gutturali del tipo cacacacacaca-urr sul luogo di nidificazione.

### Riproduzione
Dalla fine dell'inverno all'inizio dell'estate: nidifica tra i crepacci e depone un solo uovo di forma variabile.

### Alimentazione
Come le altre berte.

## Distribuzione e habitat
La specie è diffusa in Australia, in Nuova Zelanda, nell'isola di Norfolk e nelle Terre Australi e Antartiche Francesi. Sull'isola Curtis,  è presente la più grande colonia al mondo di berta minore fosca, che conta centomila coppie di uccelli.
Specie pelagica si rinviene frequentemente sulle isole rocciose.

## Tassonomia
Sono note le seguenti sottospecie:
- Puffinus assimilis assimilis Gould, 1838 Is. Lord Howe e Norfolk
- Puffinus assimilis haurakiensis C.A.Fleming & Serventy, 1943 Isola del Nord (Nuova Zealand)
- Puffinus assimilis kermadecensis Murphy, 1927 Is. Kermadec
- Puffinus assimilis tunneyi Mathews, 1912 isole a sud-ovest dell'Australia